# Fonnefeesten

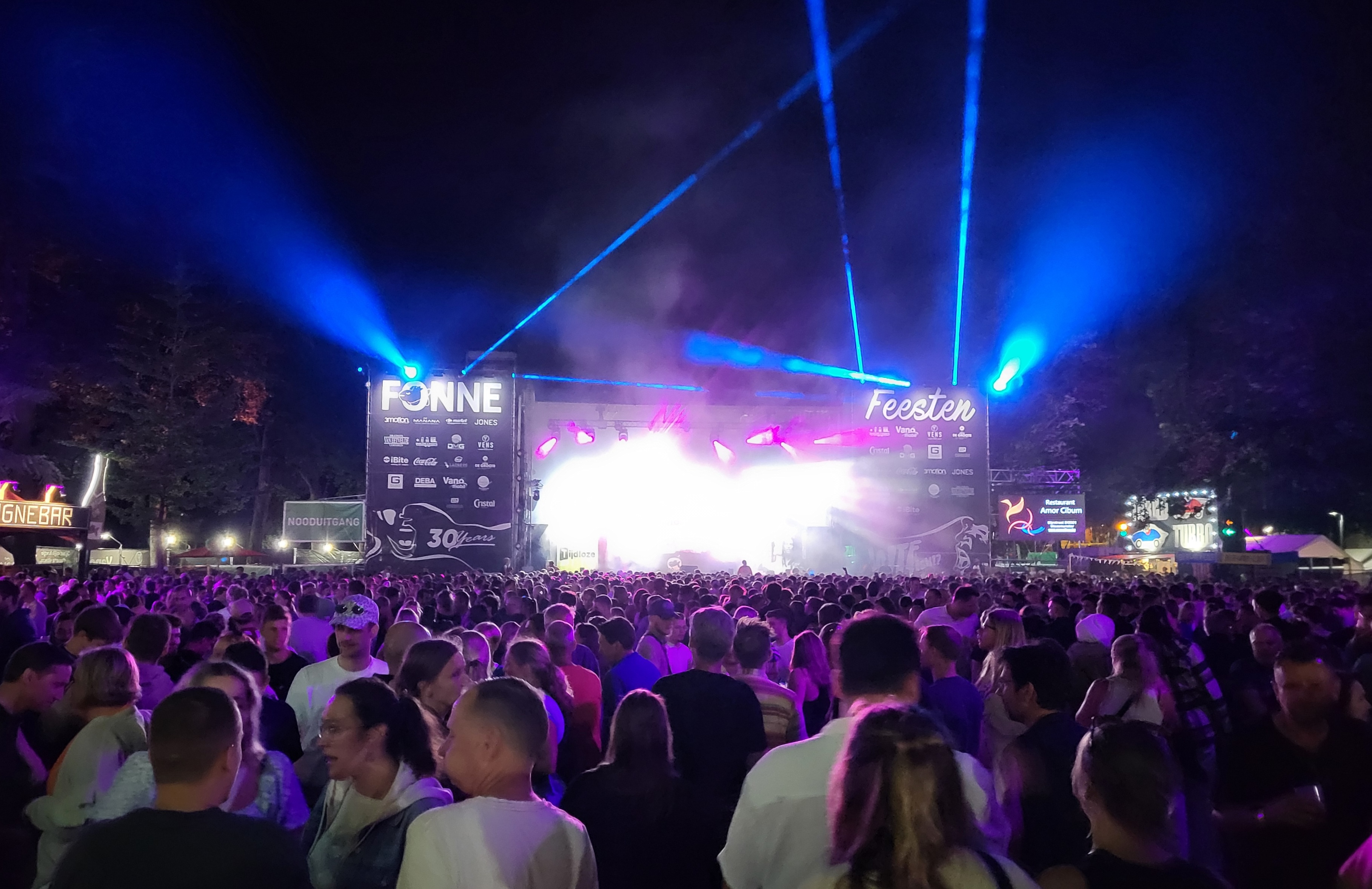
De Fonnefeesten

De Fonnefeesten is een tiendaags festival, dat samenvalt met het eveneens tiendaagse festival Lokerse feesten. Bij dit festival wordt een podium voorzien in het Josephine Charlottepark, niet zo heel ver van de markt in Lokeren. Het onderscheid met de concerten op de Lokerse Feesten is dat de Fonnefeesten vrij toegankelijk zijn. De optredens zijn van een minder hoog aanzien, maar vooral de sfeer en het volksgebeuren spelen hier een grotere rol.
De Fonnefeesten zijn genoemd naar de populaire volksfiguur Alfons De Page (met als bijnaam 'de Fonne') en kwamen er na een ruzie of de Lokerse feesten gratis gehouden zouden moeten worden: een deel van het bestuur wilde dit niet, een deel wel. Het gratis deel is nu de Fonnefeesten en het betalend deel de Lokerse feesten. 